# Ange de la paix (Munich)

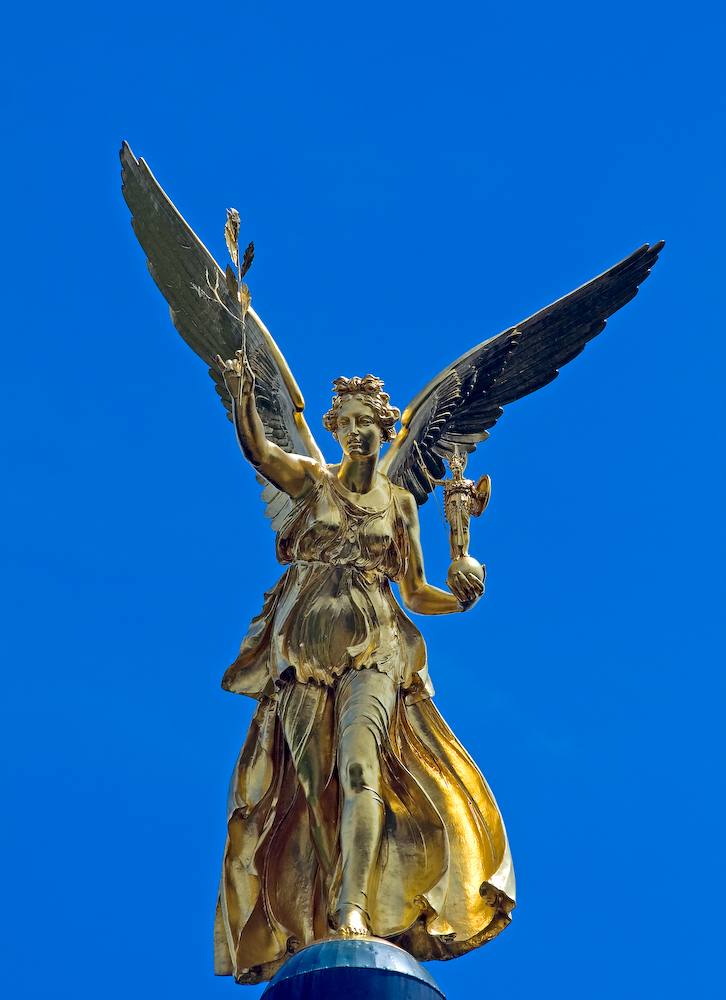
Ange de la paix

L'Ange de la Paix (en allemand : Friedensengel) est un monument situé dans le quartier  munichois de Bogenhausen. Il a été conçu par Heinrich Düll, Georg Pezold et Max Heilmaier. 

## Structure
L'Ange de la Paix fait partie du parc Maximilien et constitue un point de vue à l'extrémité Est d'une ligne de mire formant la Prinzregentenstrasse. À côté de l'Isar, légèrement surélevé par rapport au niveau de la rue, se trouve un espace ouvert avec une fontaine ; on y voit un dauphin gargouille entouré de quatre petits jets d'eau. Deux escaliers mènent à la terrasse d'observation. On y trouve une colonne de 38 mètres de haut, de style corinthien, surmontée d'une statue de six mètres de l'Ange de la Paix. C'est une réplique de la Niké du sculpteur grec Paionios. 

## Histoire
L'Ange de la paix rappelle les vingt-cinq années de paix qui ont suivi la guerre franco-prussienne de 1870-1871. Le monument avec son petit temple montre les portraits des empereurs allemands Guillaume Ier, Frédéric III, Guillaume II, des souverains bavarois Louis II, Othon et Luitpold, du chancelier impérial Otto von Bismarck et des généraux Helmuth von Moltke, Albrecht von Roon et Ludwig von der Tann, Jakob von Hartmann et Siegmund von Pranckh. Dans le hall du temple, des mosaïques en or représentent les allégories de la guerre et de la paix, la victoire et la bénédiction de la culture. 
La première pierre a été posée le 10 mai 1896 ; l'inauguration a eu lieu le 16 juillet 1899. La sculpture en bronze moulé doré est une œuvre collaborative des sculpteurs Heinrich Düll, Georg Pezold et Max Heilmaier. La fontaine des putti est une œuvre de Wilhelm von Rümann. 
Lorsque l'Ange est tombé de la colonne en 1981, il a été emporté afin que les dégâts importants puissent être réparés. Après avoir été restauré, il a été remis sur sa colonne en 1983, sa jambe et ses deux ailes ayant été remplacées. 

## Livres
- Norbert Götz : Ange de la paix. Dispositifs pour la compréhension d'un monument au temps du Prince Régent. 1999 Munich [Une exposition du musée de la ville de Munich … du 17 décembre 1999 au 26 mars 2000]
- Ekkehard Bartsch : La rue Prince Regent à Munich de 1880 à 1914 entre Prince Charles et Ange de la Paix. Munich 1979
- Georg Lill : Max guérit Maier, un sculpteur allemand. Munich 1922